# Jasione
Jasione  L. 1753 è un genere di piante angiosperme eudicotiledoni appartenenti alla famiglia delle Campanulaceae, dall'aspetto di piccole erbacee annuali o perenni dalla caratteristica infiorescenza globosa.

## Etimologia
Il nome generico (Jasione) ha una origine incerta. Alcuni lo fanno derivare da Giasone condottiero degli Argonauti. Altre etimologie lo fanno derivare da alcune opere di Teofrasto o di Plinio. Alcune documentazioni indicano che gli antichi greci conoscevano una pianta di nome Jasione, ma non c'è nessuna certezza che si trattasse della stessa pianta.

Il nome scientifico del genere è stato proposto da Carl von Linné (1707 – 1778) biologo e scrittore svedese, considerato il padre della moderna classificazione scientifica degli organismi viventi, nella pubblicazione "Species Plantarum" - 2: 928. 1753 del 1753.

## Descrizione

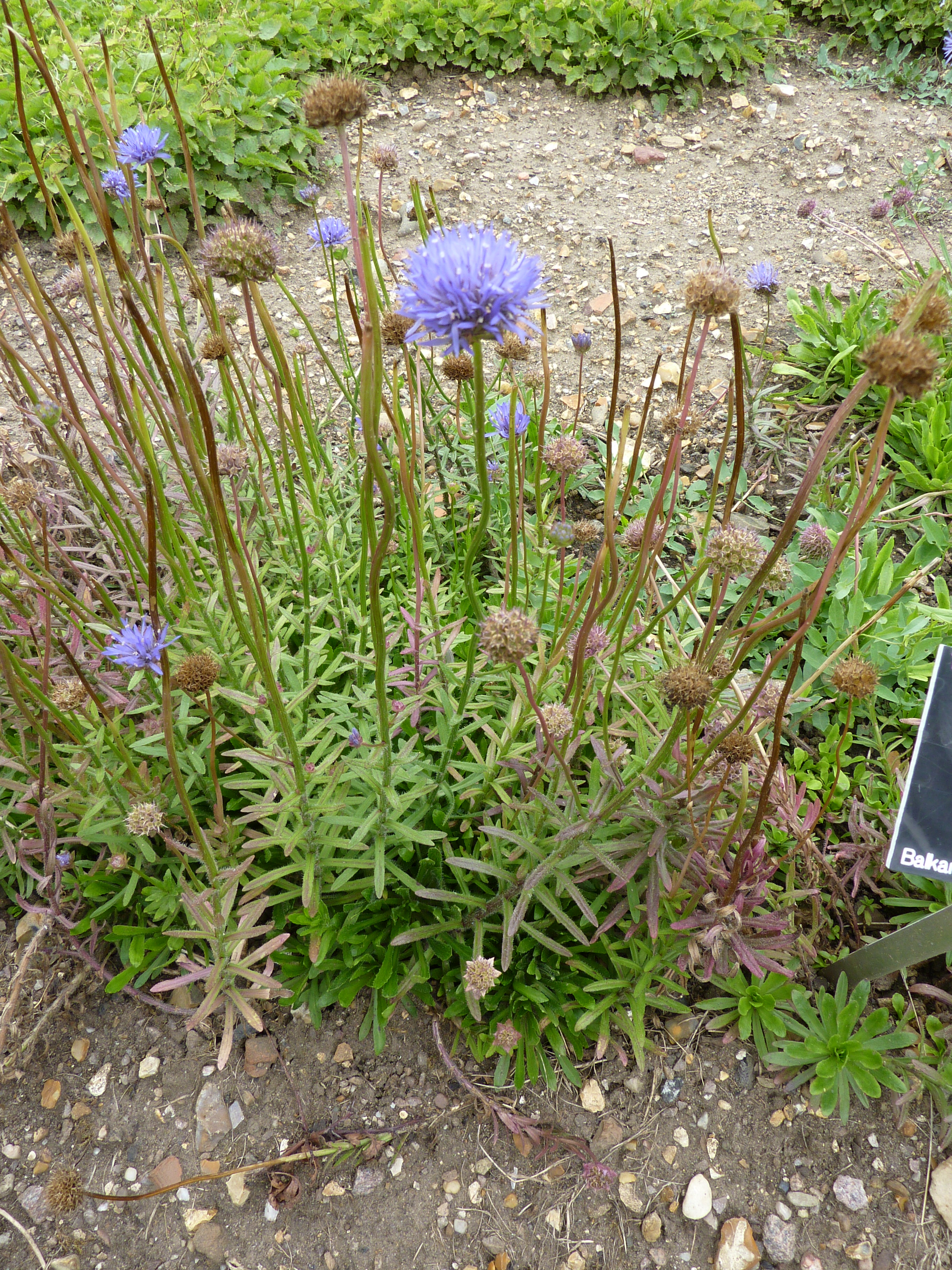
Il portamento
Jasione heldreichii

I dati morfologici si riferiscono soprattutto alle specie europee e in particolare a quelle spontanee italiane.

Le piante di questo genere possono arrivare ad altezze comprese tra 5 e 60 cm. Le forme biologiche possono essere sia emicriptofite che camefite con cicli biologici annui, bienni o perenni. Inoltre contengono lattice lattescente e accumulano inulina.

### Radici
Le radici in genere sono secondarie da rizoma.

### Fusto
La parte aerea del fusto è eretta e ascendente, oppure legnosa con portamento contorto e strisciante. Alcune specie sono stolonifere con rosette sterili, altre no.

### Foglie

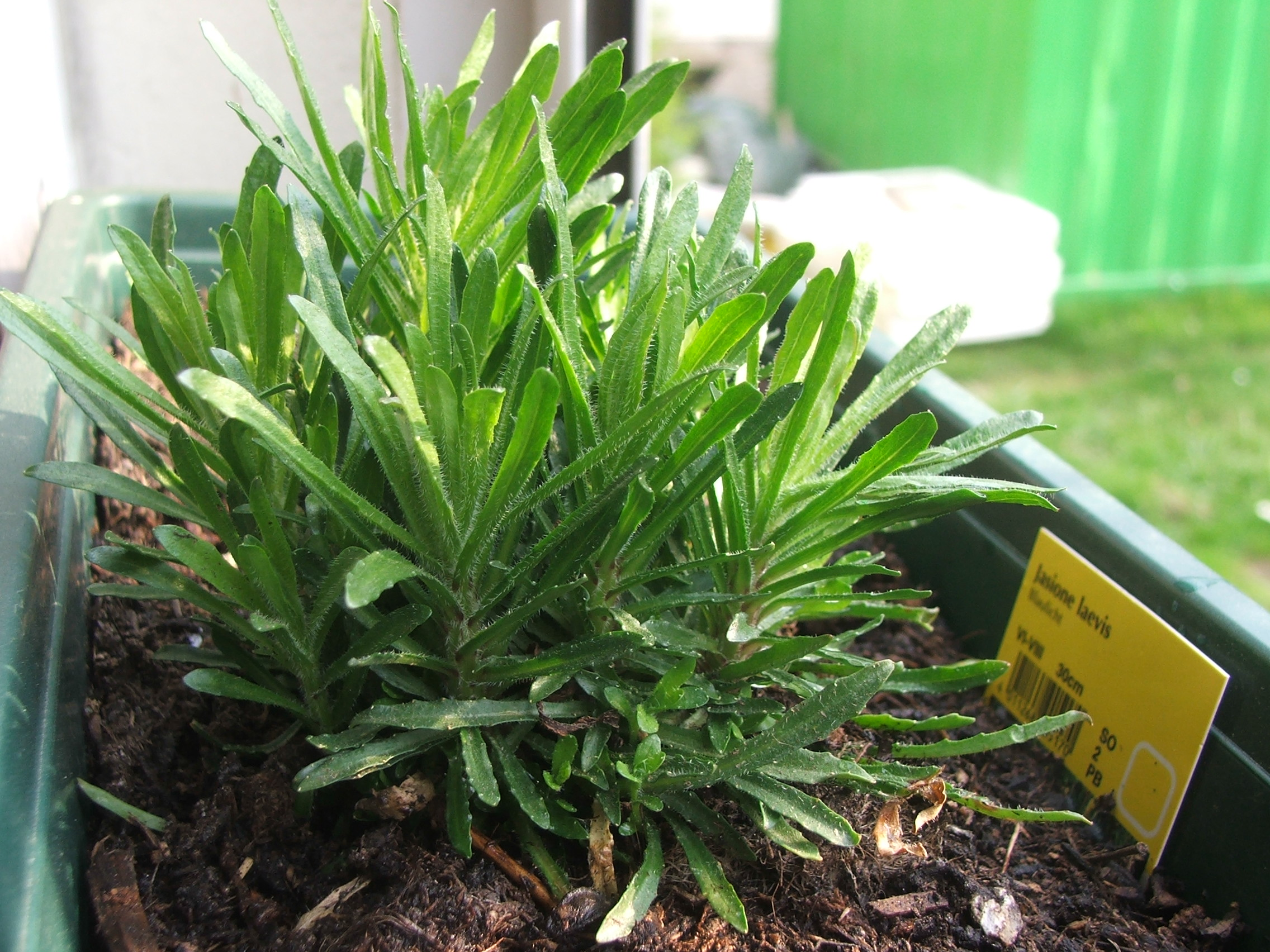
La foglie basali
Jasione laevis

Le foglie si dividono in basali e cauline e sono disposte in modo spiralato. Quelle basali hanno forme da spatolate a oblanceolate; quelle cauline hanno delle lamine a forma lanceolata e sono sessili. 

### Infiorescenza

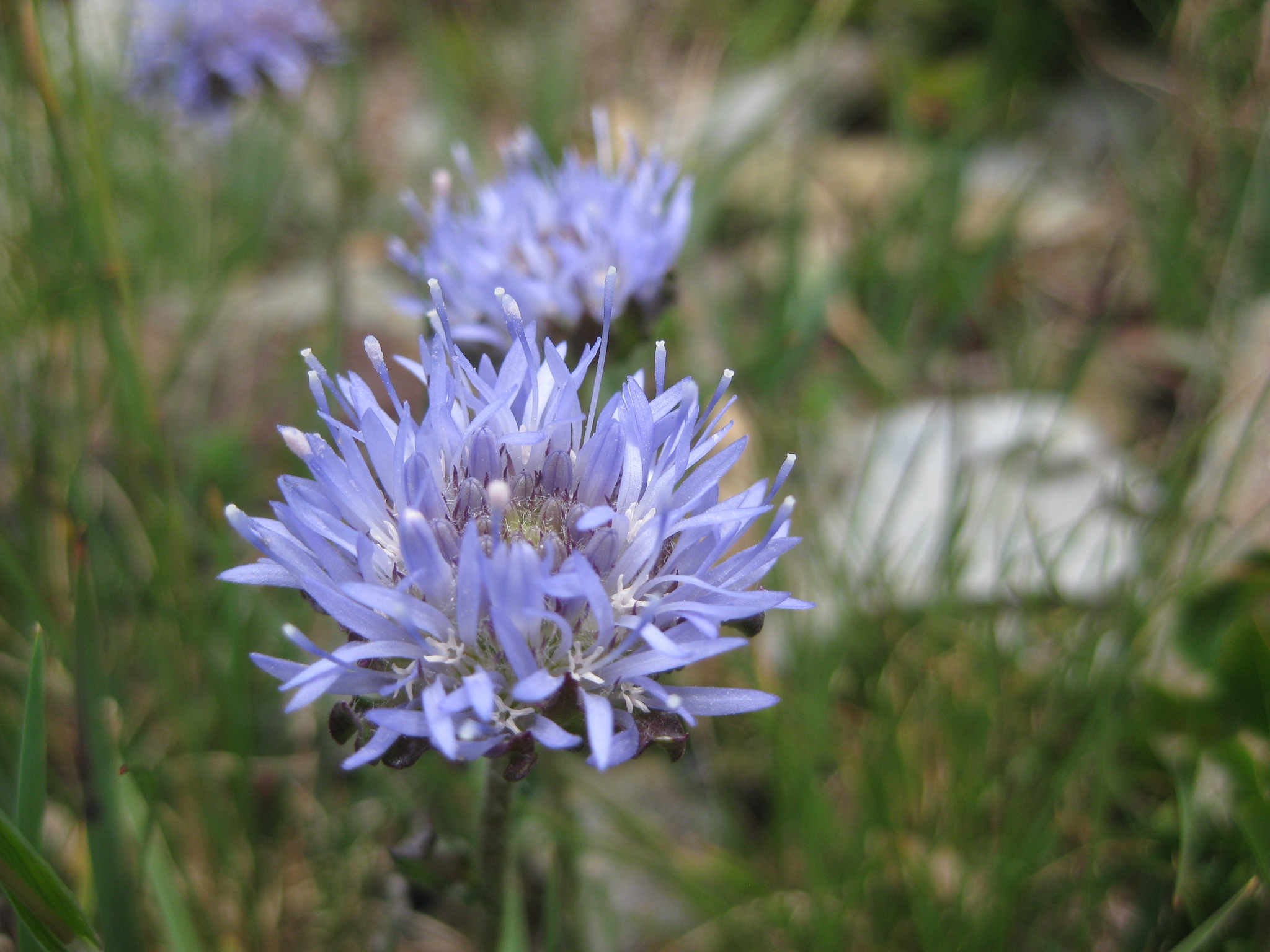
Il capolino
Jasione crispa

Le infiorescenze sono formate da capolini peduncolati, subsferici sottesi da brattee fogliose con fiori disposti radialmente. Le brattee generalmente sono intere (raramente sono dentellate o crenate) con forme da lanceolate a triangolari (anche con apice acuto). I capolini sono formati da più fiori, come nella famiglia delle Asteraceae, ma in questo caso le antere sono libere (non saldate a tubo). 

### Fiori
I fiori sono tetra-ciclici, ossia sono presenti 4 verticilli: calice – corolla – androceo – gineceo (in questo caso il perianzio è ben distinto tra calice e corolla) e pentameri (ogni verticillo ha 5 elementi). I fiori sono ermafroditi e attinomorfi; sono inoltre sessili o brevemente pedicellati.
- Formula fiorale: per questa pianta viene indicata la seguente formula fiorale:

K (5), C (5), A (5), G (2-5), infero, capsula
- Calice: il calice è formato da 5 sepali lineari più o meno concresciuti.
- Corolla: la corolla è formata da 5 petali più o meno concresciuti in un tubo molto lungo terminante in lacinie allungate e inizialmente saldate all'apice (la corolla si presenta fessurata solo sui lati, quindi a maturazione i lobi sono liberi); il colore in genere è violaceo-azzurro. I petali sono privi di ali marginali.
- Androceo: gli stami sono 5 con antere azzurre, libere (ossia saldate solamente alla base) e filamenti sottili. Il polline è 3-porato e spinuloso.
- Gineceo: lo stilo è unico con 2 - 3 stigmi. L'ovario è infero, 2-10-loculare con placentazione assile (centrale), formato da 2-5 carpelli. Lo stilo porge dalla corolla e possiede dei peli per raccogliere il polline. I disco nettarifero è posto sopra l'ovario.

### Frutti
I frutti sono delle capsule loculicide, deiscenti mediante una fessura apicale a due valvole; i semi sono minutissimi.

## Riproduzione
- Impollinazione: l'impollinazione avviene tramite insetti (impollinazione entomogama).
- Riproduzione: la fecondazione avviene fondamentalmente tramite l'impollinazione dei fiori (vedi sopra).
- Dispersione: i semi cadendo a terra (dopo essere stati trasportati per alcuni metri dal vento, essendo molto minuti e leggeri – disseminazione anemocora) sono successivamente dispersi soprattutto da insetti tipo formiche (disseminazione mirmecoria).

## Distribuzione e habitat
In Italia una specie (Jasione montana) è distribuita su quasi tutto il territorio; le altre al sud o nelle isole. La maggior parte delle specie si trovano in Europa distribuite soprattutto nell'area mediterranea (alcune anche in Africa del nord). L'habitat tipico sono le aree aride incolte e sassose.

## Tassonomia
La famiglia di appartenenza del genere (Campanulaceae) è relativamente numerosa con 89 generi per oltre 2000 specie (sul territorio italiano si contano una dozzina di generi per un totale di circa 100 specie); comprende erbacee ma anche arbusti, distribuiti in tutto il mondo, ma soprattutto nelle zone temperate. Il genere di questa voce appartiene alla sottofamiglia Campanuloideae (una delle cinque sottofamiglie nella quale è stata suddivisa la famiglia Campanulaceae) comprendente circa 50 generi (Jasione è uno di questi). Il genere Jasione a sua volta comprende una quindicina di specie (4 nella flora italiana).

I caratteri distintivi del genere sono:
- l'infiorescenza costituita da capolini sottesi da un involucro multibratteato;
- il calice con 5 sepali concresciuti alla base, sottili ed esili;
- le corolle incise in cinque lacinie sottili;
- stami con antere riunite alla base;
- frutto a capsula loculicida deiscente.

I numeri cromosomici delle specie di questo genere sono: 2n = 12, 14, 18, 24, 36, 48, 60.

### Filogenesi

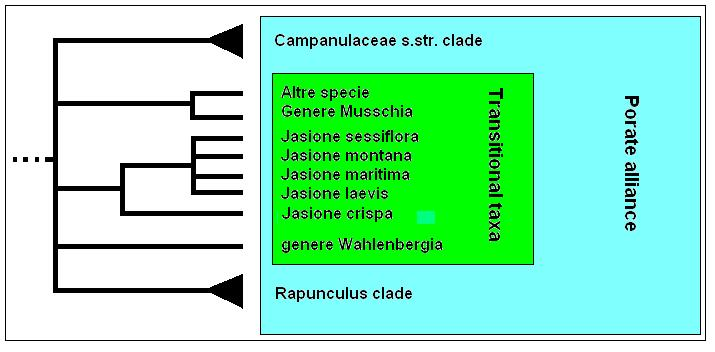
Cladogramma del genere

Jasione è un piccolo genere delle Campanulaceae con distribuzione quasi del tutto mediterranea la cui caratteristica principale è l'infiorescenza a forma di capolino subsferico sotteso da alcune brattee, caratteristica morfologica che lo rende abbastanza isolato nell'ambito della famiglia. Si tratta di un genere abbastanza polimorfo con una grande varietà di numeri cromosomici e con prove di recente speciazione (probabilmente durante l'ultima glaciazione). La più grande variazione morfologica si verifica nella parte occidentale del suo areale.  Alcuni tratti di Jasione lo avvicinano al genere Wahlenbergia ma finora s'è dimostrato un gruppo "saldamente" monofiletico all'interno della sottofamiglia Campanuloidea formata viceversa da molti gruppi parafiletici (non risolti filogeneticamente) come ad esempio il genere Campanula. Anche le relazioni tra Jasione e gli altri generi non sono ancora risolte chiaramente. Nel dettaglio, in base a recenti studi sulle specie della famiglia Campanulaceae, questa è stata suddivisa in due gruppi: Porate alliance e Colpate/colporate alliance in base alle aperture del polline. A sua volta nel primo gruppo sono stati individuati due cladi principali: Campanulaceae s.str. clade e Rapunculus clade (suddivisi in base al tipo di deiscenza della capsula, e altri caratteri). Jasione si trova nel Transitional taxa posizionato tra questi due ultimi gruppi insieme ad altri generi come Musschia, Wahlenbergia ed altre specie incluse nel genere Campanula. All'interno del genere Jasione la specie J. crispa è considerata come “gruppo fratello” del resto del genere; questa posizione tuttavia è debolmente supportata dai dati fino ad ora raccolti che per il momento non chiariscono ancora bene le relazioni tra le varie specie del genere. Il cladogramma a lato tratto dagli studi citati e semplificato dimostra la situazione di questo genere nell'ambito della famiglia.

#### Specie spontanee italiane
Per meglio comprendere ed individuare le varie specie del genere (solamente per le specie spontanee della flora italiana) l'elenco seguente utilizza in parte il sistema delle chiavi analitiche (vengono cioè indicate solamente quelle caratteristiche utili a distingue una specie dall'altra).
- Gruppo 1A: le piante sono provviste di rami o stoloni orizzontali terminati in rosette sterili; la superficie delle foglie è piana;

- Gruppo 2A: i fusti sono eretti; i peduncoli dei capolini sono lunghi 10 - 30 cm;

- Jasione laevis Lam. - Vedovella stolonifera: i fusti sono semplici e monocefali; le foglie sono ristrette alla base; le brattee sono completamente verdi. L'altezza di queste piante è compresa tra 2 - 5 dm; il ciclo biologico è perenne; la forma biologica è emicriptofita scaposa  (H scap); il tipo corologico è Subatlantico; l'habitat tipico sono gli incolti erbosi; la distribuzione sul territorio italiano è relativa alla Sardegna fino ad una altitudine di 1600 m s.l.m..
- Jasione sphaerocephala Brullo & al.: i fusti sono bi-triforcati; le foglie alla base sono dilatate in una ampia guaina; le brattee sono violacee sui bordi. L'altezza di queste piante è compresa tra 3 - 5 dm; il ciclo biologico è perenne; la forma biologica è emicriptofita scaposa  (H scap); il tipo corologico è Endemico; l'habitat tipico sono i calcari marnosi in ambiente rupestre; la distribuzione sul territorio italiano è relativa alla Calabria meridionale fino ad una altitudine compresa fra 200 e 500 m s.l.m..

- Gruppo 2B: i fusti sono prostrati; i peduncoli dei capolini sono brevi;

- Jasione orbiculata Griceb. var. italica Stojanov - Vedovella della Basilicata: l'altezza di queste piante è compresa tra 5 - 15 cm; il ciclo biologico è perenne; la forma biologica è camefita suffruticosa (Ch suffr); il tipo corologico è Orofita - Nord Est Mediterraneo; l'habitat tipico sono le rupi granitiche; la distribuzione sul territorio italiano è relativa al sud (Basilicata) fino ad una altitudine compresa tra 1800 e 2000 m s.l.m..

- Gruppo 1B: le piante sono prive di stoloni; il bordo delle foglie è ondulato;

- Jasione montana L. - Vedovella annuale: l'altezza di queste piante è compresa tra 1 - 3 dm; il ciclo biologico è annuale/bienne; la forma biologica è emicriptofita bienne  (H bienn); il tipo corologico è Europeo-Caucasico (Subatlantico); l'habitat tipico sono le sabbie, le rupi e gli incolti; sul territorio italiano è una specie comune al Nord e al Centro e isole principali fino ad una altitudine di 1200 m s.l.m..

### Specie d'Europa
Nell'Europa oltre alle specie della flora spontanea italiana sono presenti le seguenti altre specie:
| Specie               | Autore               | Sottospecie | Distribuzione europea (e mediterranea)       |
| -------------------- | -------------------- | ----------- | -------------------------------------------- |
| Jasione bulgarica    | Stoj. & Stef., 1921  |             | Bulgaria                                     |
| Jasione cavanillesii | C. Vicioso, 1948     |             | Spagna                                       |
| Jasione corymbosa    | Schult., 1819        |             | Spagna, Marocco e Algeria                    |
| Jasione crispa       | (Pourr.) Samp., 1921 | 6           | Europa occidentale e Africa nord-occidentale |
| Jasione foliosa      | Cav., 1793           |             | Spagna e Marocco                             |
| Jasione heldreichii  | Boiss. & Orph., 1859 |             | Penisola Balcanica (meridionale) e Anatolia  |
| Jasione idaea        | Stoj., 1926          |             | Anatolia                                     |
| Jasione maritima     | (Duby) Merino, 1906  |             | Europa occidentale                           |
| Jasione penicillata  | Boiss., 1838         |             | Spagna                                       |
| Jasione supina       | Spreng., 1825        | 4           | Anatolia                                     |

Attualmente (gennaio 2021) per il genere di questa voce sono state classificate 14 specie.

### Sinonimi
L'entità di questa voce ha avuto nel tempo diverse nomenclature. L'elenco seguente indica alcuni tra i sinonimi più frequenti:
- Jasionella Stoj. & Stef.
- Ovilla Adans.
- Urumovia Stef.